# 라보레츠강

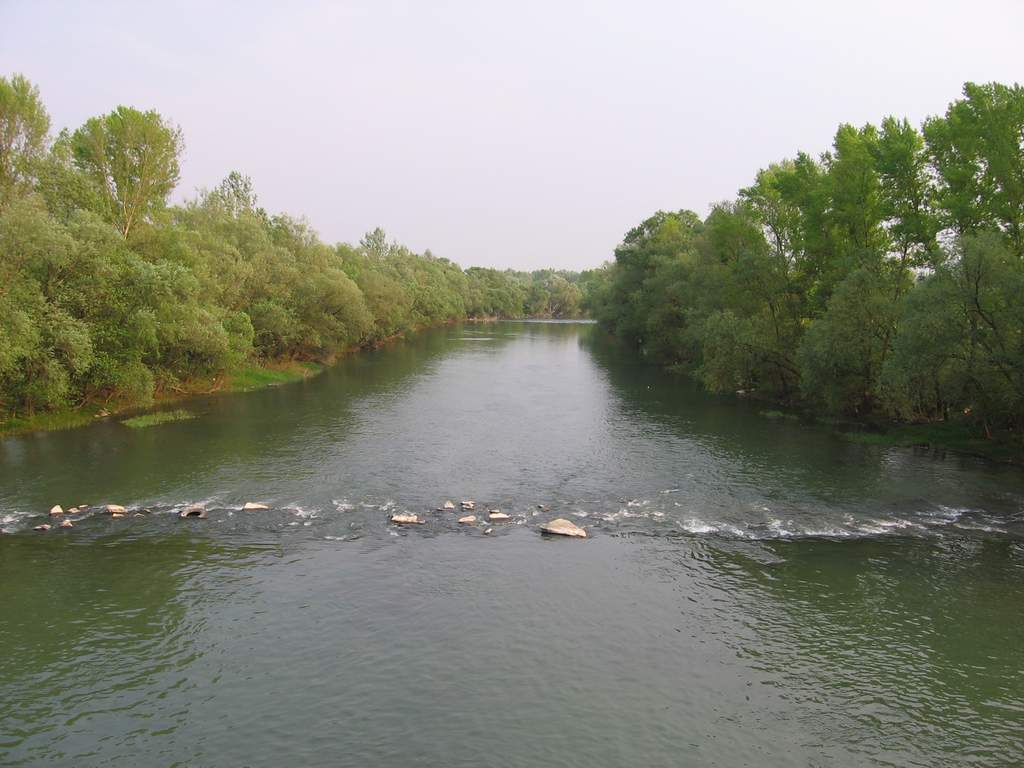
우크라이나 우지호로드 인근을 흐르는 우주강

라보레츠강(슬로바키아어: Laborec, 헝가리어: Laborc 러보르츠[*])은 슬로바키아 서부 코시체주, 프레쇼우주를 흐르는 강으로 길이는 135.5 km, 유역 면적은 4,522.5 km2이다. 라보레츠강의 지류로는 우지강 등이 있으며 라보레츠강과 접한 주요 도시로는 후멘네, 미할로우체, 메질라보르체 등이 있다.